# Museo Municipal de Chancay
El Museo Municipal de Chancay , es un museo inaugurado en 1991, ubicado en el distrito de Chancay. Tras su establecimiento en el Castillo de Chancay, se trasladó a una nueva ubicación frente a la Plaza de Armas de Chancay en 2012. 
El museo ha sido equipado con tecnología moderna y ofrece una experiencia interactiva sobre la cultura Chancay.

## Historia
Se estableció mediante la resolución municipal N.° 161: CDCH/91 el 23 de julio de 1991, utilizando recursos propios de la municipalidad. Inicialmente, ocupaba el Castillo de Chancay, un edificio histórico que también alberga mobiliario del siglo XIX y una colección de animales disecados.
El 4 de septiembre de 1991, la  municipalidad distrital de Chancay firmó un convenio de cooperación técnica con el Museo Nacional de Antropología e Historia del Perú, lo que llevó a la organización de una exposición temporal itinerante, inaugurada el 9 de diciembre de 1991, sobre la cultura Chancay prehispánica.
En 1992, un arqueólogo asumió la responsabilidad de la investigación y conservación, elaborando el proyecto de crecimiento institucional del museo y formando la colección propia con donaciones locales.
Tras años de inactividad, el 7 de diciembre de 2012, se inauguró el nuevo Museo Municipal de Chancay, ubicado al frente de la Plaza de Armas de Chancay, al lado de la sede de la Municipalidad de Chancay.
En 2013, el gobierno regional de Lima inauguró la obra "Acondicionamiento y Equipamiento del Museo de Chancay", con una inversión de 638,805 nuevos soles. Este nuevo museo cuenta con un módulo de multimedia con software interactivo para que los niños conozcan la historia de la Cultura Chancay a través de videojuegos. 
Se adquirieron equipos de filmación, cámaras fotográficas y aparatos para el área de conservación e investigación arqueológica. Se implementó la sala de exposición con piezas arqueológicas y se adquirieron tres planotecas metálicas A0 para asegurar la custodia de archivos y documentos históricos. 

## Colecciones y exposiciones

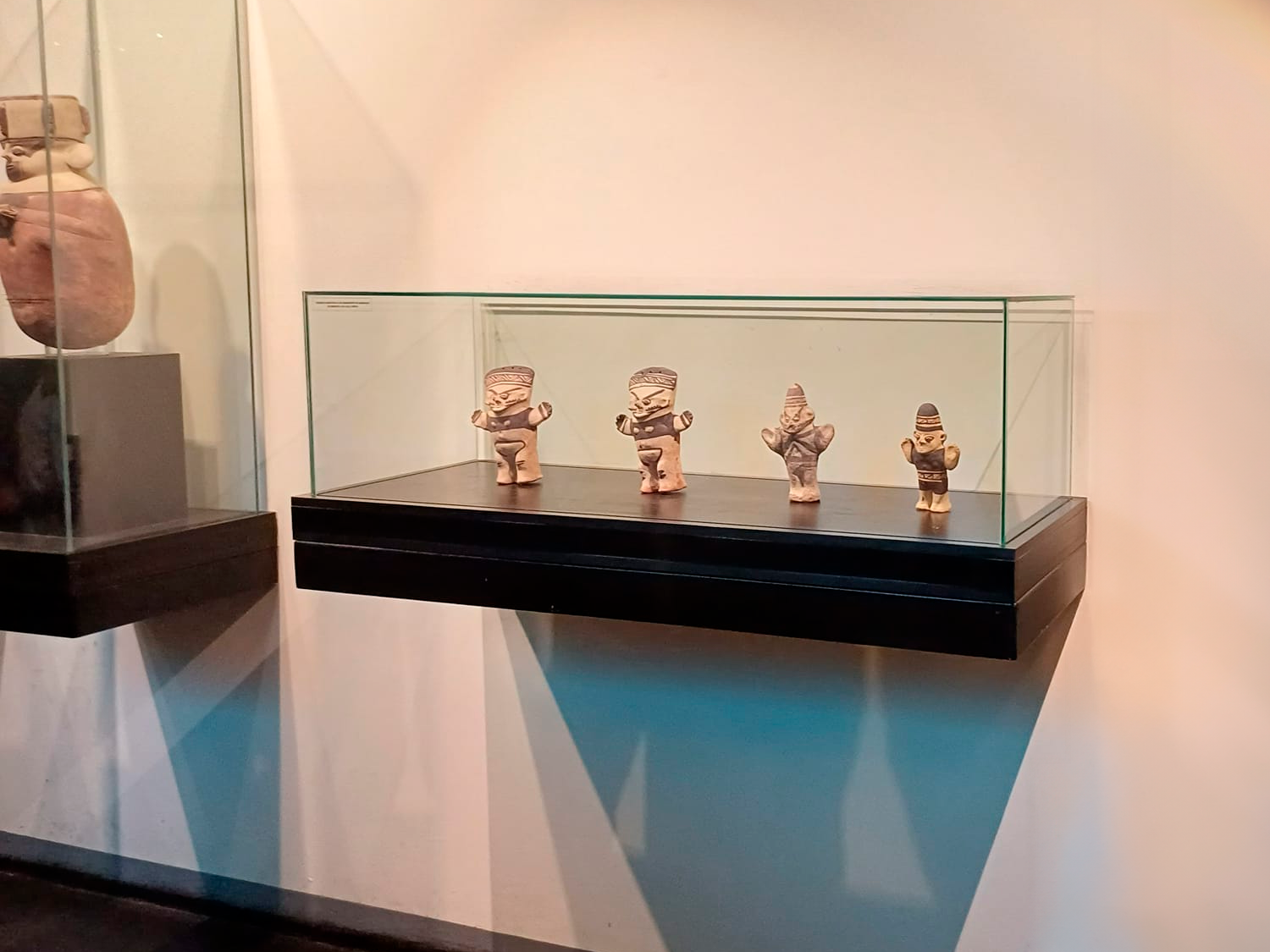
Exposición de cuchimilcos en el recinto.

Fue diseñado para mostrar las invalorables piezas arqueológicas de la Cultura Chancay. Consta de 3 niveles: sótano y dos pisos, así como dos ascensores para que pueda ser visitado por personas con discapacidad. 
En su interior, se exhiben más de 2 mil piezas de la cultura Chancay y piezas de la goleta Covadonga, una nave chilena hundida en el mar de Chancay durante la Guerra del Pacífico. 
Destaca el segundo nivel por el homenaje al cuchimilco, Dios protector de la cultura Chancay, y los restos de la Covadonga, entre los que destaca el medallón entregado por el gobierno chileno a esa nave por haber hundido a la fragata Independencia del Perú.